# Drehplatten-Phasenschieber
Ein Drehplatten-Phasenschieber (englisch rotary vane phase shifter) ist eine Hohlleiterkomponente, die in der Hochfrequenz- (HF-) und Mikrowellentechnik als Bauelement verwendet wurde.

## Zweck
Dieser Phasenschieber diente in der Hohlleitertechnik dazu, ein Signal stufenlos (kontinuierlich) in der Phase zu verschieben und dabei möglichst keine Dämpfung und auch keine Reflexion zu verursachen.
Zusammen mit einem geeigneten Dämpfungsglied, beispielsweise einem Brotmesserdämpfungsglied, konnte damit die komplexe Reflexion oder Transmission eines Messobjekts, beispielsweise einer Antenne, nach Betrag und Phase gemessen werden.

## Aufbau
Vorgestellt wurde diese damals innovative Komponente im Januar 1955 in einem Fachartikel des Hewlett-Packard Journals. Dabei wurde ein Rechteckhohlleiter durch einen geeigneten („getaperten“) Übergang in einen Rundhohlleiter überführt und anschließend wieder zurück in einen Rechteckhohlleiter. Die namensgebende Drehplatte, eine dünne dielektrische Lamelle der Länge Lambda-Halbe (halbe Wellenlänge), befand sich zentral in der Rundhohlleitersektion des Bauelements parallel zur Ausbreitungsrichtung der elektromagnetischen Welle. Die Platte ließ sich axial drehen und präzise auf jeden beliebigen Drehwinkel (0°–360°) einstellen.
Vor und hinter der Drehplatte befand sich jeweils ein Lambda-Viertel-Plättchen (viertel Wellenlänge), also eine weitere Lamelle, die in einem festen Winkel von 45° gegenüber dem E‑Feld-Vektor, also der Polarisationsebene der Welle, angeordnet war. Das vordere Plättchen wandelte die lineare Polarisation in eine zirkulare Polarisation um und das hintere Plättchen diese wieder zurück in eine lineare Polarisation.
Der Drehsinn der zirkular polarisierten Welle im Mittelstück der Anordnung wurde durch die Lambda-Halbe-Platte umgekehrt. Zugleich bewirkte die Platte eine Phasenverschiebung, die linear von deren Drehwinkel abhing.

## Spezifikationen
Praktisch wurde für den Drehplatten-Phasenschieber HP Modell X885A im Frequenzbereich 8,2–12,4 GHz (X‑Band) eine Genauigkeit der Phasendrehung von 2° bis 3° erreicht. Die Dämpfungsvariation war kleiner als 0,4 dB und das  SWR besser als 1,35.